# Danaé (Klimt)
Pour les articles homonymes, voir Danaé (homonymie).
 (août 2014).
Si vous disposez d'ouvrages ou d'articles de référence ou si vous connaissez des sites web de qualité traitant du thème abordé ici, merci de compléter l'article en donnant les références utiles à sa vérifiabilité et en les liant à la section « Notes et références ».
Danaé est un tableau peint en 1907 par le peintre autrichien Gustav Klimt. Il mesure 77 × 83 cm. Il se trouve dans la collection privée de la famille Dichand. Sur le tableau, on peut voir la représentation du mythe de Danaé, personnage éponyme de l'œuvre. Selon la mythologie grecque, le père de Danaé enferme cette dernière dans une tour après qu'un oracle lui prédit qu'il sera tué par son petit-fils. Malgré cela, Zeus parvient à entrer dans cette tour sous forme d'une pluie d'or. De cette union nait Persée. Ainsi est représenté sur le tableau le moment de cette union entre Zeus et Danaé. 
Endormie, Danaé semble innocente et pleine de douceur. Son visage calme et apaisé contraste avec la sensualité de sa cuisse et de son sein et avec la crispation de ses doigts agrippés à son sein. L'autre main de Danaé disparaît derrière sa cuisse. Sa bouche entrouverte est sensuelle et peut rappeler l'orgasme. Klimt, comme à son habitude, met l'érotisme de la femme au premier plan ainsi que la sensualité du corps. Le tissu sur lequel elle est couchée est richement brodé de sphères dorées ; ce voile fin et transparent couvrant à peine son corps (pieds, dos) ajoute à cette sensualité et douceur féminine.
La pluie d'or qui représente Zeus forme une  cascade qui passe entre les cuisses de la jeune femme, symbole de la fécondation. Ce symbole est renforcé par la position fœtale de Danaé. La dynamique de l'œuvre est rendue par des lignes de force en forme de spirale. Il n'y a pas de réelle perspective, seules la cuisse et les fesses mises en avant donnent de la profondeur par rapport au reste du corps.
Les couleurs sont plutôt sombres autour de la jeune femme (violet, marron, bleu), donnant un aspect sensuel contrastant avec le corps nu de Danaé, pâle, et la pluie d'or éclatante. La position et les couleurs renforcent la disproportion de la cuisse qui attire toute la lumière. La palette chromatique permet donc la mise en valeur du sujet.